# 동림초등학교
동림초등학교는 광주광역시 북구 동림동에 있는 초등학교다.

## 학교 연혁
- 1996.11.01 설립인가
- 1998.03.01 동림초등학교 개교(27학급 편성)
- 1998.06.01 병설유치원 개원
- 2021.09.01 제11대 정종숙 교장 부임
- 2021.12.22 제24회 졸업식 (졸업생 147명, 졸업생누계 5,322명)
- 2022.12.30 제25회 졸업식(졸업생 130명, 졸업생누계 5,452명)
- 2024.01.17 제26회 졸업식(졸업생 119명, 졸업생누계 5,571명)

## 교명 유래
운암산(131m) 자락에 안겨있는 동림동은 동배(東背)와 죽림(竹林)마을을 합성하여 비롯되었다. 조선후기 이 지역은 광주군 황계면에 속했다. 1914년 행정구역 폐합에 따라 동배리(東背里), 죽림리(竹林里), 용산리(龍山里)의 각 일부와 군분면(軍盆面)의 쌍촌리(雙村里) 일부, 덕산면(德山面)의 동작리(東作里) 일부 그리고 석제면(石堤面)의 외촌리(外村里) 일부를 병합하여 동림리라 해서 극락면에 편입되었다가, 1955년 7월 1일 광주시에 편입되어 리(里)를 동(洞)으로 고치고 동운동의 관할이 되었다. 1997년 동운동이 다시 운암동과 동림동으로 분할되면서 동림동이라는 원래의 명칭을 찾게 되었다. 이러한 동림동의 중심에 위치하고 있어 동림초등학교로 명명되었다.

## 학교 상징
- 교화 - 철쭉 : 학교를 사랑하는 어린이
- 교목 - 소나무 : 인내심이 강한 어린이
- 교색 - 녹색 : 푸른 꿈을 가꾸는 어린이

## 참고 자료
- 동림초등학교 - 한국교육학술정보원 학교알리미